# 東大寺造寺所
東大寺造寺所（とうだいじぞうじしょ）とは、東大寺の造寺司であった造東大寺司の廃止後、造寺・造仏・造営の業務を引き継いだ機関。修理所とも呼ばれた。

## 概要
延暦8年3月16日（789年4月15日）に廃止された造東大寺司の事業を引き継ぐために発足、財源は東大寺の寺封5000戸（米10000斛相当）のうち、造営用に充てられていた1000戸（2000斛）分が財源に充てられた（ただし、延暦12年（793年）になって100戸分が新薬師寺に割譲されている）。
造寺所は専当1名・知事4名を定員とし、任期は当初は6年、承和10年（843年）には4年とされた。寺僧たちの推挙によって、僧綱が承認し、別当が任命した。後に承認には朝廷の太政官牒が必要とされた。定員・任期は昌泰年間以後しばしば変更された。専当・知事の下に建築など実務にあたる各部署があったと推測され、元永元年（1118年）には木工方・瓦工方・鍛冶方などが置かれ、各方には大工－権大工－長－連という組織が確立していたことが知られている。